# Пякупур
Пякупур е река в Азиатската част на Русия, Западен Сибир, Ямало-Ненецки автономен окръг, Тюменска област, лява съставяща на река Пур.
Дължината ѝ е 542 km, което ѝ отрежда 176-о място по дължина сред реките на Русия. Включвайки дясната съставяща я река Янкъягун (93 km), дължината ѝ става 635 km.
Река Пякупур се образува от сливането на двете съставящи я реки Нючавотъяха (27 km, лява съставяща) и Янкъягун (93 km, дясна съставяща), на 95 m н.в., на 38 km югозападно от град Муравленко в южната част на Ямало-Ненецкия автономен окръг). Двете съставящи я реки водят началото си възвишението Сибирскси Ували. По цялото си протежение реката тече в североизточна посока през Западносибирската равнина в широка, силно заблатена и силно залесена долина с множество меандри, старици, ръкави и непостоянни пясъчни острови. При град Тарко Сале, на 29 m н.в. река Пякупур се слива с идващата отдясно река Айваседапур и двете заедно дават началото на пълноводната река Пур, вливаща се в Тазавския залив на Карско море.
Водосборният басейн на Пякупур заема площ от 31,4 хил. km2, което представлява 28,04% от водосборния басейн на река Пур и обхваща части от Ямало-Ненецкия автономен окръг.
Границите на водосборния басейн на реката са следните:
- на запад – водосборния басейн на река Надим, вливаща се в Обски залив на Карско море;
- на север – водосборния басейн на река Тидеота, ляв приток на Пур
- на изток – водосборния басейн на река Айваседапур, дясна съставяща на Пур;
- на юг – водосборния басейн на река Об.

Река Пякупур получава множество притоци, като 3 са с дължина над 100 km:
- 131 ← Апакапур 174 / 2100
- 117 ← Венгапур 327 / 5110
- 55 → Пурпе 319 / 8710

Подхранването на реката е смесено, като преобладава снежното. Среден годишен отток 290 m3/s. Замръзва през октомври, а се размразява в края на май или началото на юни май.
По течението на Пякупур са разположени само три постоянни населени места: градовете Губкински и Тарко Сале и село Пурпе.
Във водосборния басейн на Пякупур се намират голямото Комсомолско газово и Губкинското нефтогазово находище.